# デッド・シティ2055
『デッド・シティ2055』（Vice）は、2015年のアメリカ合衆国のSF映画。監督はブライアン・A・ミラー、出演はトーマス・ジェーン、ブルース・ウィリス、アンビル・チルダーズなど。
近未来の悪徳リゾート都市を舞台に、自我に目覚めたレプリカントたちの反乱劇を描いている。

## ストーリー
近未来。企業王ジュリアンは富裕層向けの新たなリゾート都市「Vice（ヴァイス）」をオープンさせた。そこは金さえ払えばレプリカント相手に殺人やレイプ等の犯罪行為を実際に行うことができるという危険な場所だった。そこで狂った欲望を叶えた富裕層は、犯罪行為の魅力に取りつかれてしまい、都市の外でも凶悪な事件を起こすというケースが多発していた。これを危険視する刑事のロイは、都市の閉鎖こそが犯罪を減らす鍵だと信じていた。
一方、都市に暮らすレプリカントの一体であるケリーは、その日も犯罪の犠牲となった後、その恐ろしい記憶を消すための処置を受けていた。だが、彼女の記憶は完全には消えず、恐ろしい体験がフラッシュバックするようになってしまう。しかも、ケリーはいつしか自我に目覚めていき、この恐ろしい都市からの脱出を企てるようになる。そして、ついに計画を実行に移したケリーは、途中で知り合ったロイの助けを借りて都市から脱出することに成功する。その後、自分たちレプリカントの生みの親であるエヴァンと出会ったケリーは、己の過ちを悔いる彼を仲間に引き入れ、都市を閉鎖するためジュリアンに戦いを挑むことを決意する。

## キャスト
※括弧内は日本語吹替
- ロイ: トーマス・ジェーン（宮内敦士）
- ジュリアン・マイケルズ: ブルース・ウィリス（内田直哉）
- ケリー: アンビル・チルダーズ（石田嘉代）
- クリス: ジョナサン・シェック
- エヴァン: ブライアン・グリーンバーグ（土田大）
- メリッサ: シャーロット・カーク （川端麻衣）
- マシューズ刑事: ライアン・オナン
- ライナー - コリン・エッグレスフィールド
- カザンスキー - ドン・ハーヴェイ
- プルマン巡査 - ジェシー・プルエット
- ステイシー - リディア・ハル（石井未紗）
- スティーヴ - タイラー・J・オルソン（赤坂柾之）
- キース - キャメロン・ブレクスラー（こばたけまさふみ）

## 作品の評価
Rotten Tomatoesによれば、27件の評論のうち、高く評価しているのは4%にあたる1件のみであり、平均して10点満点中2.44点を得ている。
Metacriticによれば、14件の評論のうち、高評価はなく、賛否混在は2件、低評価は12件で、平均して100点満点中17点を得ている。